# 십종 경기

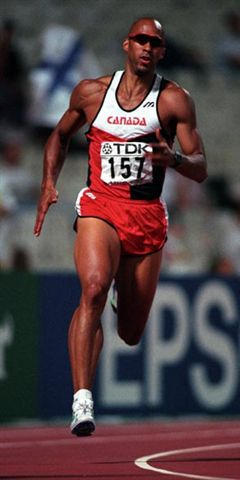

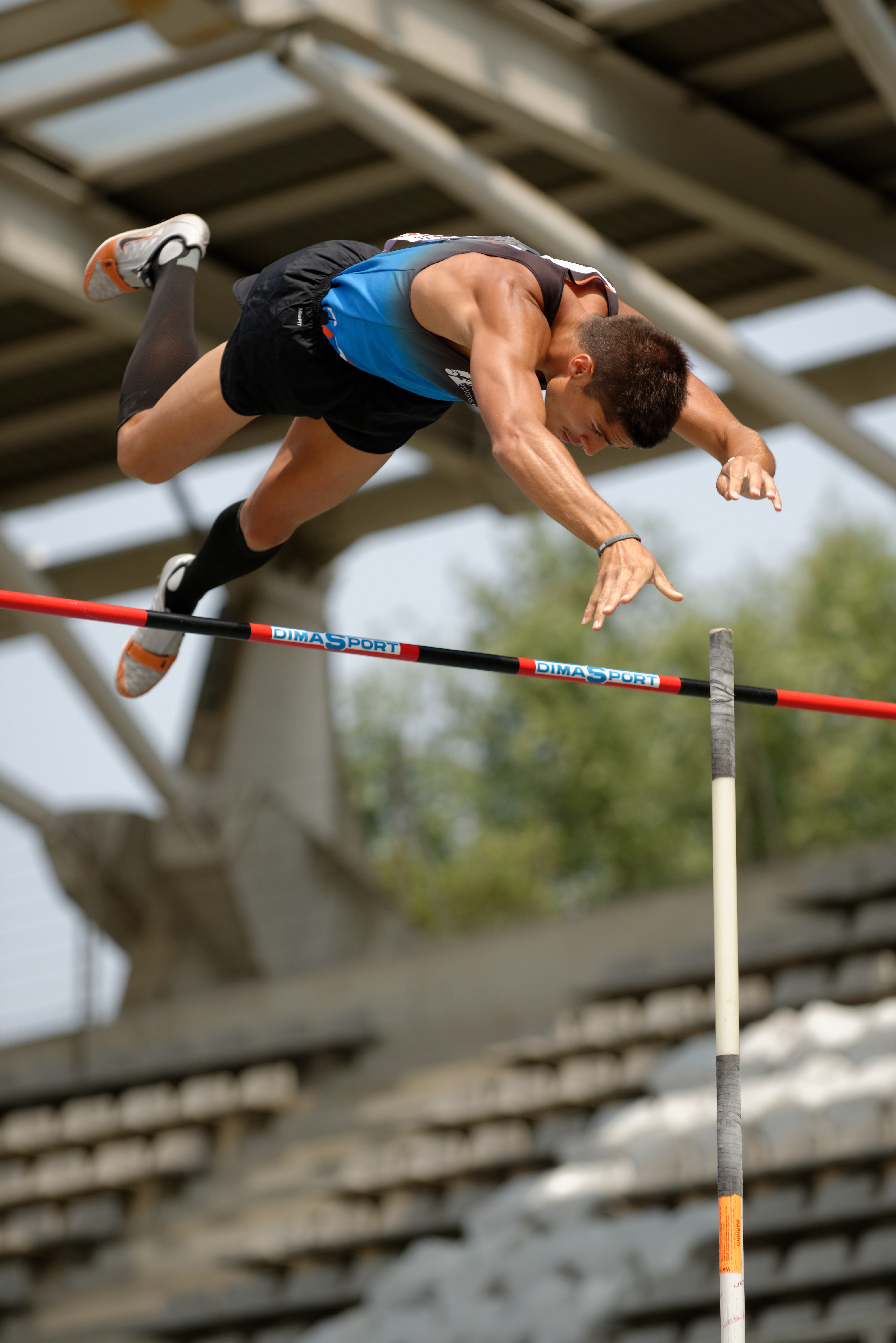

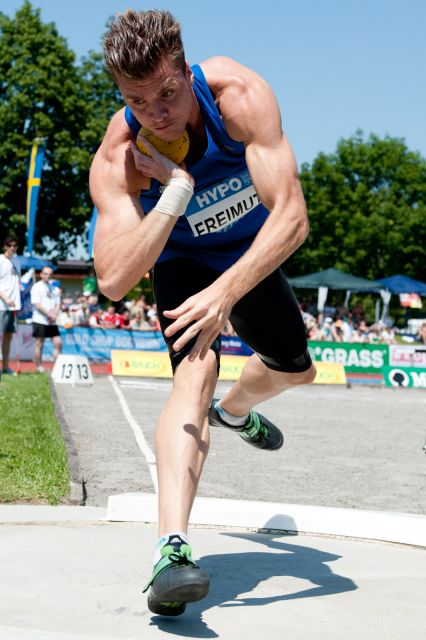

십종 경기(Decathlon)란 이틀간 열개 종목의 경기를 해서 그 기록을 점수로 환산한 총점으로 순위를 매기는 경기이다.

## 개요
이 경기의 승자는 "육상 경기의 왕자 (King of Athlete)"라는 칭호를 얻게 된다. 단거리/중거리 경주, 투척, 도약종목같은 전혀 다른 신체적 능력을 요하는 경기들을 해야 하고 이 경기마다 최상위권을 유지해야 하기 때문이다.
남자 십종 경기의 경우, 아래와 같이 진행된다.
- 첫째날：100m, 멀리뛰기, 포환던지기, 높이뛰기, 400m
- 둘째날：110m 허들, 원반던지기, 장대높이뛰기, 창던지기, 1500m

또 이것을 한 시간 안에 전부 하는 "한 시간 십종 경기 (One Hour Decathlon)"라는 대회도 있다.
여자 십종 경기도 있지만 올림픽이나 세계 육상 선수권 대회의 공식 경기는 아니다.

## 득점
각 종목의 득점은 T에 기록의 초단위, D에 기록의 미터 단위, d에 기록의 센티미터 단위를 대입시켜서 아래와 같이 계산한다. 다만 채점 방법의 변경은 여태까지 여러 번 있어 왔다.
- 100m　　25.4347×(18-T)1.81
- 멀리뛰기　　0.14354×(d-220)1.4
- 포환던지기　　51.39×(D-1.5)1.05
- 높이뛰기　　0.8465×(d-75)1.42
- 400m　　1.53775×(82-T)1.81
- 110mH　　5.74352×(28.5-T)1.92
- 원반던지기　　12.91×(D-4)1.1
- 장대높이뛰기　　0.2797×(d-100)1.35
- 창던지기　　10.14×(D-7)1.08
- 1500m　　0.03768×(480-T)1.85

## 같이 보기
- 10종 경기 세계 기록 추이